# 湯古代
湯古代（穆麟德轉寫：Tanggūdai；1585年12月24日—1640年11月3日），愛新覺羅氏，為努尔哈赤第四子。湯古代生于明朝万历十三年（1585年）十一月初四，生母是庶妃鈕祜祿氏。
湯古代事奉皇太極，被授封固山額真。攻取永平四城後，湯古代偕同圖爾格、納穆泰鎮守灤州。天聰四年〈1630年〉，明兵攻打灤州甚急，二貝勒阿敏怯懦而不敢救援，只派遣巴都禮率領數百人突圍而進，當夜三鼓時分，進入灤州。後來明兵以大炮破壞城垣，城樓着火，湯古代等一同放棄城池投奔永平。既還，皇太極當廷問罪，湯古代引罪請死。皇太極曰：「汝不能全師而歸，殺汝何益？」下所司論罪，免死，罷免固山額真之職，奪去所屬人口，沒收其家產。天聰八年（1634年），授封三等梅勒章京。崇德四年（1639年），封為三等鎮國將軍。崇德五年（1640年）九月二十，湯古代病逝。
顺治年間，湯古代被朝廷追封為輔國公，予以谥号為「克潔」。

## 子孫
湯古代有子二人。
1. 三等鎮國將軍聶克塞，母富察氏
2. 二等鎮國恪恭將軍穆爾察，母瓜爾佳氏

## 延伸阅读
[在维基数据编辑]
 《清史稿/卷217》，出自趙爾巽《清史稿》